# Grémoménil
Grémoménil est une ancienne commune française du  département des Vosges en région Grand Est. Elle est rattachée à celle de La Neuveville-devant-Lépanges à la fin du XVIIIe siècle.

## Toponymie
Mentions anciennes : Gromonmesny (1295), Gremonmesny (xive siècle), Gremontmaingnil (1436), Griomesnil (1656), Gremomenil (1711), Gresmoménil (1753), Gremonmenil (xixe siècle).

## Histoire
Grémoménil, qui avait fait partie du ban de Tendon, fut constitué en commune en 1790. Une demande de l'administration du canton de Docelles tendant à la réunion de Grémoménil à la Neuveville fut transmise au Conseil des Cinq-Cents par message directorial du 29 vendémiaire an VI ; cette réunion fut réalisée, semble-t-il, sans l'intervention d'aucun acte législatif : l'état civil de la Neuveville présente, dès la date du 28 floréal an VI, l'appellation « commune de Laneuville-et-Grémoménil ».

## Démographie
| 1793 |
| ---- |
| 87   |